# Монастыри Московского Кремля

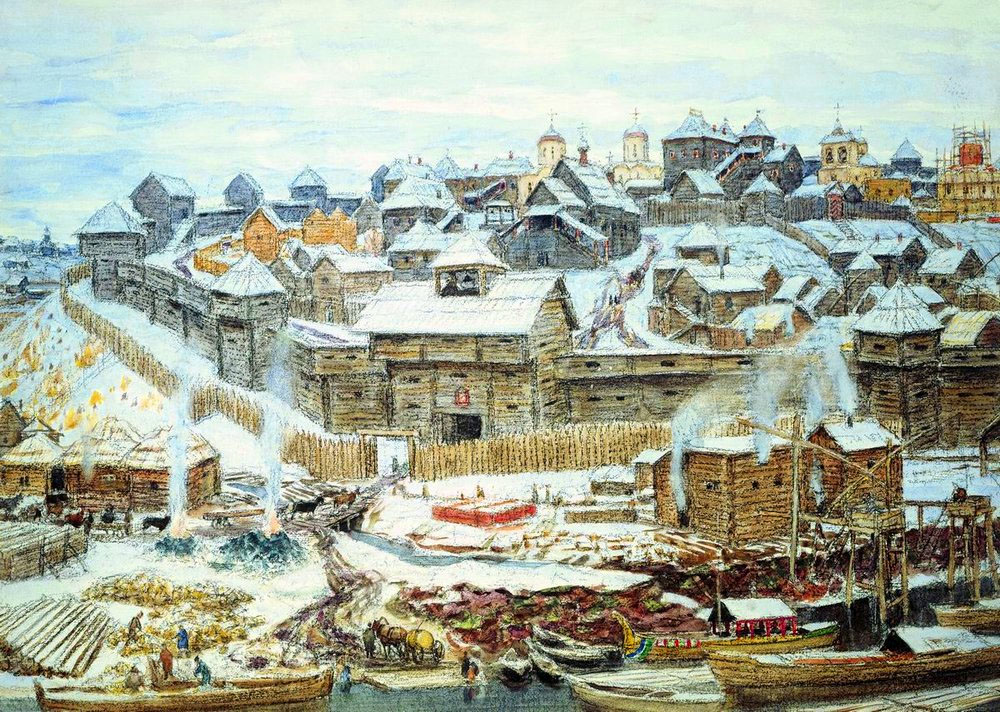
Картина Аполлинария Васнецова «Московский Кремль при Иване Калите», 1921 год

Монастыри́ Моско́вского Кремля́ — система религиозных столичных учреждений, существовавшая на территории Московского Кремля с XIV по XX века. Монастыри представляли собой самостоятельные замкнутые архитектурно-пространственные объекты, которые несли духовные, представительские и другие функции, а также были частью российской государственности.

## История

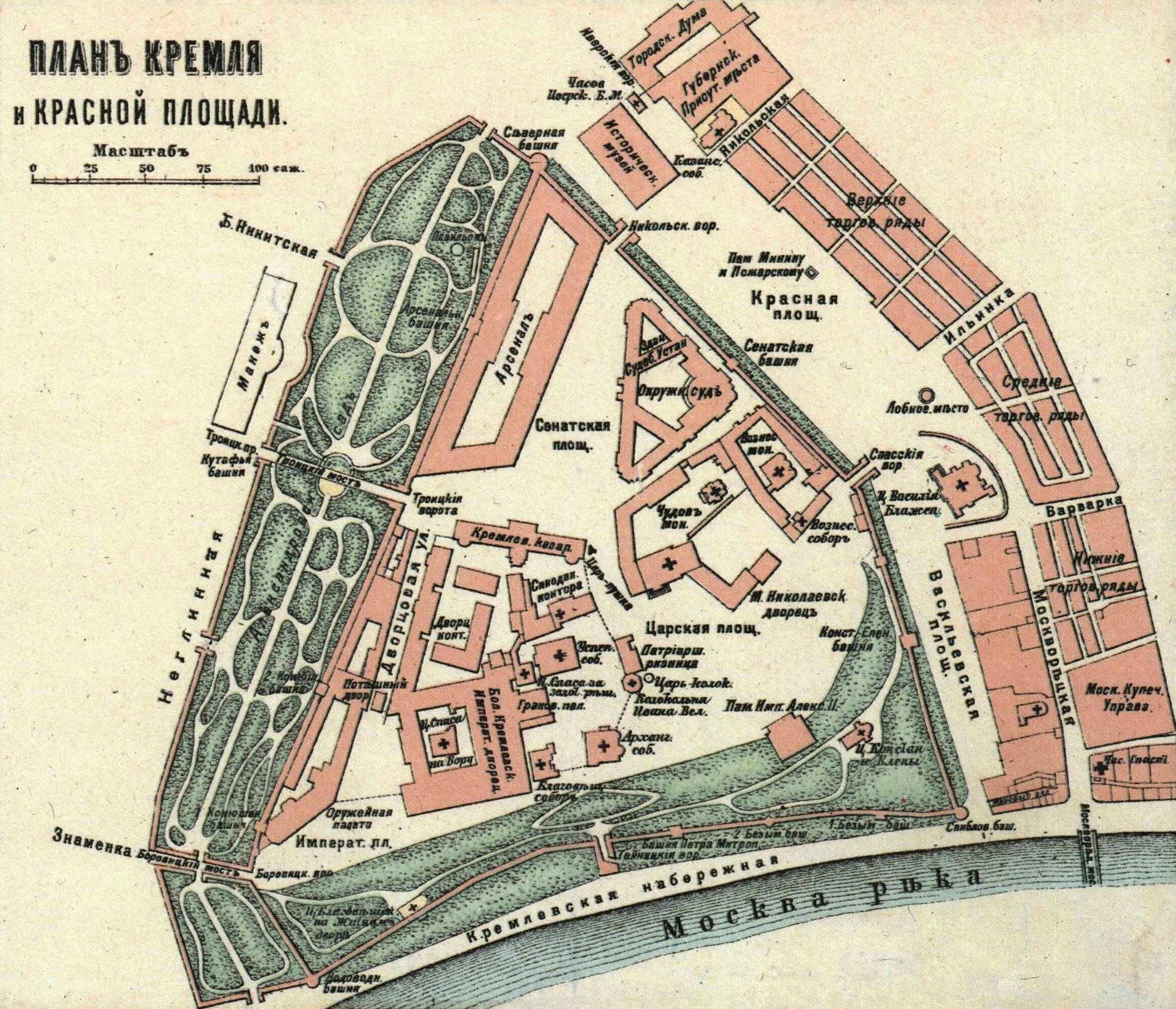
План Кремля 1917 года

С самого начала XIV века обострилась борьба между московскими и тверскими князьями за верховную власть в Северо-Восточной Руси, которая началась при Данииле Александровиче, внуке Ярослава Всеволодовича и младшем сыне Александра Невского.
После того как митрополит Пётр встал на сторону Москвы и в 1325 году переехал туда из Владимира, город стал постоянным местом пребывания русских митрополитов. В условиях конфликта и раздробленности государства это имело важное значение в объединении русских земель.
Борьба продолжалась до 1329 года и закончилась существенным укреплением Великого княжества Московского. По этой причине на территории Кремля было начато строительство каменных соборов и монастырей. В XIV веке их основали пять: Спасо-Преображенский, Чудов, Вознесенский, Троице-Богоявленский и Афанасьевский. В первых трёх монастырские храмы находились в центре двора, а в Богоявленском и Афанасьевском центральные площади не застраивались, а соборы располагались у ограды или за ней.
До настоящего времени монастыри не сохранились. Они были упразднены в связи с перестройками территории Кремля в разные исторические периоды, последние закрыты во время изменения государственного строя в России.

## Монастыри
Спасо-Преображенский монастырь

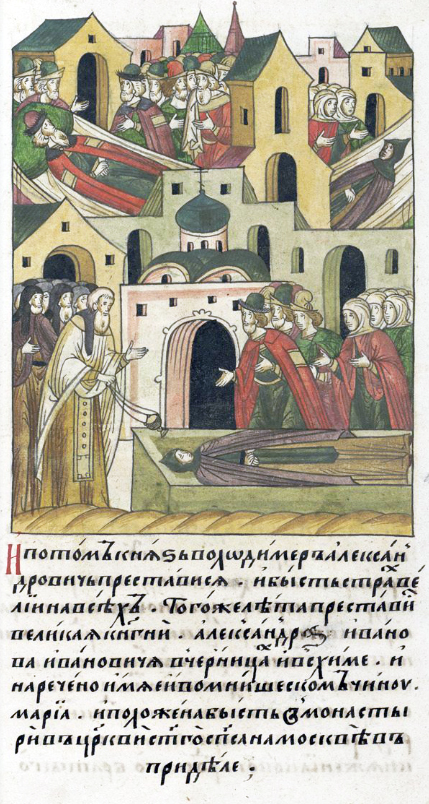
Изображение собора Спасо-Преображенского монастыря XVI века (Лицевой летописный свод)

Спасо-Преображенский стал первым построенным монастырём в Московском Кремле. Он был основан Иваном Калитой в мае 1330 года на месте старой деревянной церкви, стоявшей на Боровицком холме. Через два года в обитель перевели архимандрита и братию Данилова монастыря.
Архимандриты монастыря были духовниками великих князей, в нём постригали в монашество перед кончиной первых московских князей и княгинь. Обитель также являлась великокняжеской усыпальницей с 1331 по 1399 год.
В 1488 году в Москве произошёл крупный пожар, который повредил постройки монастыря. После этого Иван III начал активно перестраивать территорию Кремля, а обитель была переведена на Крутицкий холм и продолжила своё существование как Новоспасский монастырь. Освободившееся место использовали при расширении дворца.
Чудов Михаило-Архангельский монастырь

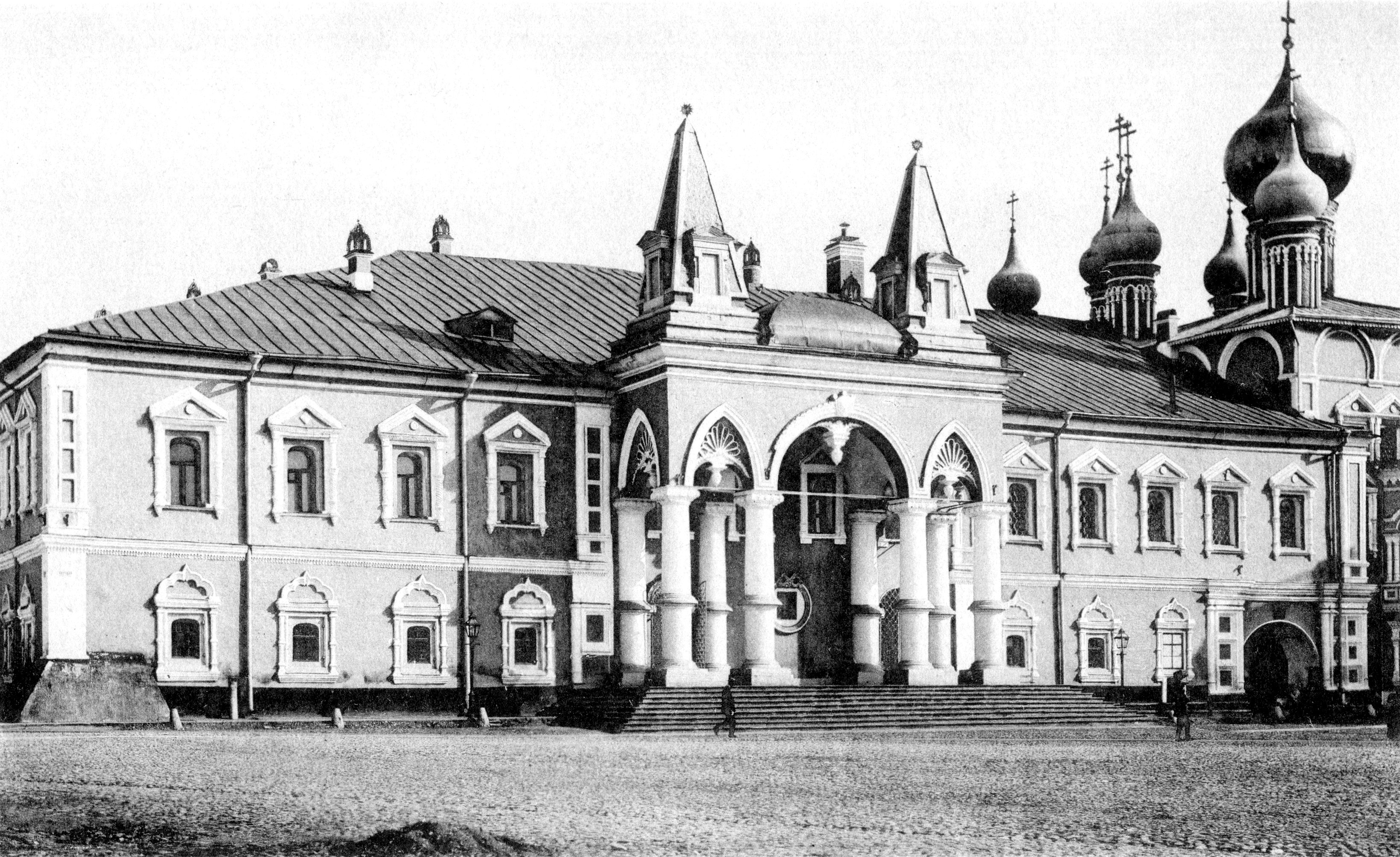
Чудов монастырь в начале XX века. Трапезная палата с готическим крыльцом

Кафедральный мужской монастырь в восточной части Кремля, основанный в 1365 году святителем митрополитом Киевским и всея Руси Алексием. В нём крестили младенцев царского рода, на территории хоронили монахов, светскую аристократию и известных бояр. Обитель также использовали для заточения противников церкви и государства.
В правление Николая I в монастыре отмечались государственные праздники. В ноябре 1826 года в нём праздновали победу над Персидской империей в Русско-персидской войне. В начале XX столетия монастырь был одним из пятнадцати самых богатых русских храмов.
В 1918 году в обителе открыли пулемётные курсы, которые годом позже преобразовали в Военную школу имени ВЦИК, а в 1919-м — в кооператив «Коммунист». Храм Чуда Архангела Михаила был разрушен в 1929 году, а остальные постройки были снесены до 1932-го.
Вознесенский монастырь

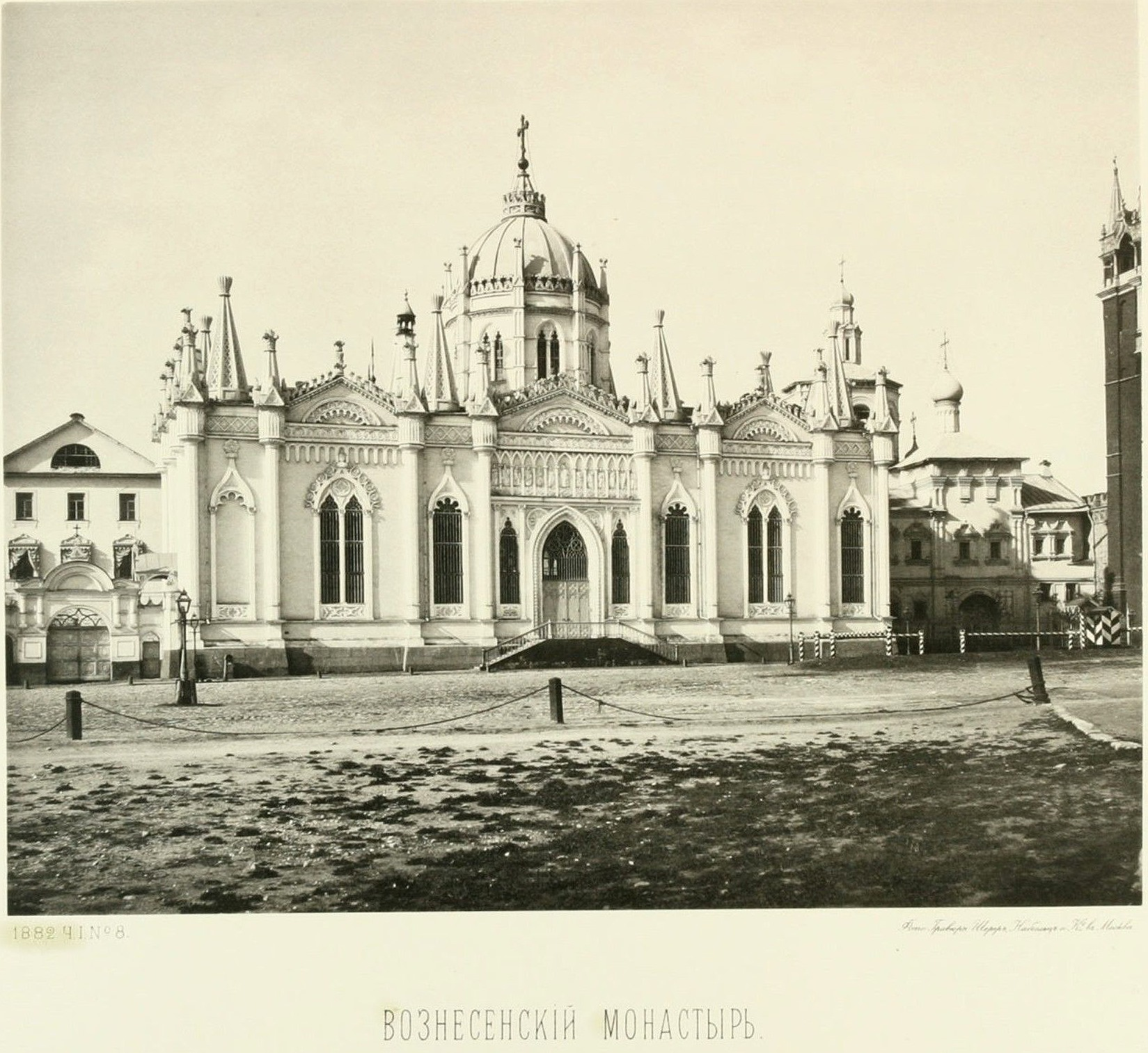
Екатерининский храм Вознесенского монастыря. Справа — церковь Михаила Малеина, 1882 год

Вознесенский монастырь стал третьим женским монастырём в Москве после Алексеевского и Рождественского. Первая деревянная церковь — собор Вознесения Господня — была заложена Евдокией Дмитриевной, предположительно после смерти Дмитрия Донского в 1386 году. Собор несколько раз перестраивался. В 1518-м по указу Василия III началось возведение нового каменного храма на существующем фундаменте архитектором Алевизом Фрязином.
Осенью 1917 года во время Октябрьской революции были разрушены стены и купола храмов. В 1929-м монастырь взорвали. Саркофаги с останками из усыпальницы обители перенесли в Архангельский собор. Удалось спасти и четыре иконы, которые хранятся в Третьяковской галерее.
Троице-Богоявленский монастырь
Бывший мужской монастырь в Москве, располагавшийся у Троицких ворот Кремля. Был основан в XIV веке при жизни Сергия Радонежского и являлся подворьем Троице-Сергиевого монастыря. В XVII столетии в обители жили кандидаты в патриархи до их посвящения в сан и в архимандриты Троице-Сергиева монастыря. Монастырь использовали и для государственных приёмов. Так, при избрании на царство Михаила Романова в нём встречали депутации москвичей и других россиян.
В 1764 году по указу Екатерины II территория Троицкого подворья была передана государству. В зданиях монастыря разместили Судебный приказ и Комендантский дом. В 1807—1808 годах храмы подворья демонтировали, а на их месте начали строительство Оружейной палаты.
Афанасьевский монастырь
Православный мужской монастырь, основанный в XIV веке напротив Вознесенской обители у Фроловских ворот Кремля. Являлся подворьем Кирилло-Белозерского монастыря. В 1611 году поляки заточили в нём патриарха Гермогена. Постройки подворья были снесены при правлении Екатерины II. В 1802-м территорию окончательно расчистили под плац-парад.